# Ярден Шуа
Ярден Шуа (івр. ירדן שועה; нар. 16 червня 1999, Тель-Авів) — ізраїльський футболіст, нападник клубу «Бейтар» (Єрусалим) та національної збірної Ізраїлю. Виступав також за клуби «Бней-Єгуда» та «Маккабі» (Хайфа). Володар Кубка Ізраїлю.

## Клубна кар'єра
Ярден Шуа народився 1999 року в місті Тель-Авів, та є вихованцем футбольної школи клубу «Бней-Єгуда». Професійну футбольну кар'єру розпочав 2016 року в основній команді того ж клубу, в якій грав до 2019 року, взявши участь у 27 матчах чемпіонату, в яких відзначився 10 забитими м'ячами.
У 2019 році Шуа перейшов до складу клубу «Маккабі» (Хайфа), в якому грав до 2020 року. З 2020 року футболіст грає у складі клубу «Бейтар» (Єрусалим). Станом на листопад 2024 року відіграв за єрусалимську команду 131 матч у національному чемпіонаті, в якому відзначився 31 забитим м'ячем.

## Виступи за збірні
У 2015 році Ярден Шуа дебютував у складі юнацької збірної Ізраїлю, загалом на юнацькому рівні взяв участь у 10 іграх, відзначившись 4 забитими голами.
У 2024 року Шуа дебютував у складі національної збірної Ізраїлю в матчі Ліги націй УЄФА проти збірної Бельгії, й у першому ж матчі за збірну відзначився забитим м'ячем.

## Титули і досягнення
- Володар Кубка Ізраїлю (1):

«Бейтар» (Єрусалим): 2022–2023